# Casa de Simães
Casa de Simães, é um solar do final do século XVII, em Moure (Felgueiras), classificada como Imóvel de Interesse Público (IIP) em 21 de Dezembro de 1974.
Esta espaçosa morada serviu de residência aos Juízes dos Órfãos do Concelho. Mais tarde, em 20 de Agosto de 1607, a propriedade foi adquirida pela mulher de Francisco Pinto da Cunha (Guia de Portugal, 1982, p. 1265). A partir desta data, a casa de Simães tornou-se habitação dos donatário de Felgueiras, cargo exercido pelo referido Francisco Pinto da Cunha. Em 4 de Setembro de 1613, seu irmão, João Pinto da Cunha, então arcediago da Sé de Lisboa, juntou outras propriedades e criou um vínculo de morgadio (FERNANDES, 1989, p. 79) que instituía nele a obrigação do uso Pinto Coelho no nome dos administradores e sucessores seguintes.
A classificação compreende o conjunto de elementos que caracterizam o pátio nobre, os jardins, o portão armoriado, as fontes, as estátuas e o muro principal. As esculturas, datadas do século XVIII, situadas num amplo terreiro vedada por um alto muro ameado, em que se entra por um monumental portal, encimado por artístico brasão dos Pintos, Pereiras, Silvas e Coelhos, onde elas estão. Aí encontram-se cinco fontes das quais quatro representam os quatro continentes conhecidos à época e igualmente, cada uma, um dos quartéis do brasão de armas que integram o portão referido. Há uma quinta fonte que tem representado um cupido. A poente há uma outra fonte com uma figura mitológica dominando a serpente.